# Eupithecia affinis
Eupithecia affinis är en fjärilsart som beskrevs av Karl Dietze 1910. Eupithecia affinis ingår i släktet Eupithecia och familjen mätare. Inga underarter finns listade i Catalogue of Life.